# Helmut Puchebner

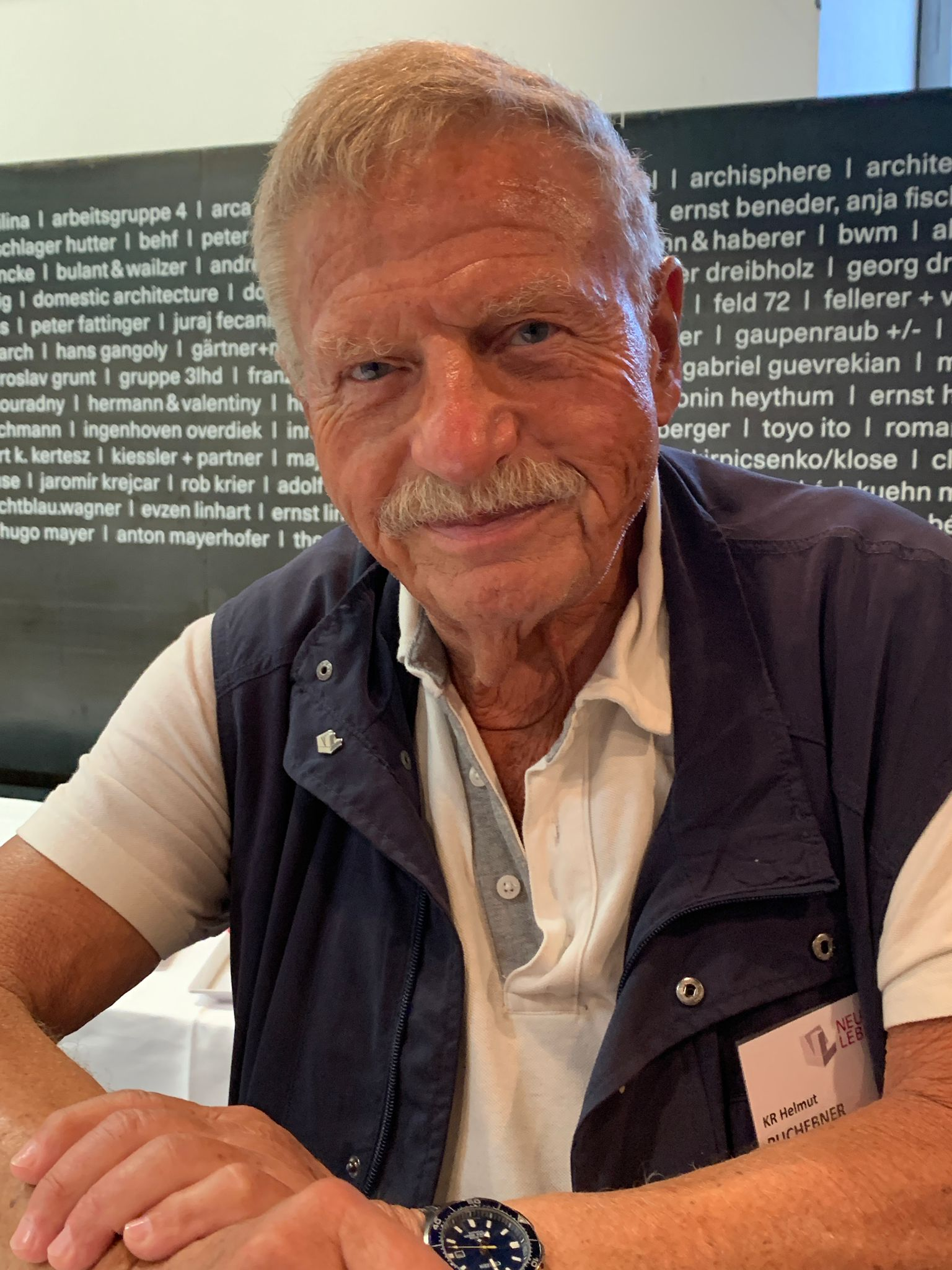

Helmut Puchebner (* 23. Februar 1943 in Wien) ist ein österreichischer Funktionär des gemeinnützigen Wohnbaus und war Kommunalpolitiker.

## Leben
Puchebener besuchte die Volksschule in Wien und Maria Anzbach und maturierte 1961 am Realgymnasium Stubenbastei.
Er arbeitete ab 1962 als Angestellter der Gemeinnützigen Bau-, Wohn- und Siedlungsgenossenschaft Alpenland in Wien, ab 1970 als Gesamtprokurist und ab 1977 als Betriebsratsobmann. Von 1984 bis 1993 arbeitet er hauptberuflich im Vorstand der Gemeinnützigen Wohnungsgesellschaft Austria AG. Von 1994 bis 2003 war er hauptberuflicher Geschäftsführer des Österreichischen Volkswohnungswerkes.
Weitere Funktionen waren: Von 1994 bis Anfang 2004 ehrenamtliches Vorstands- und Gründungsmitglied der STUWO Gemeinnützige Studentenwohnbau AG, von 1989 bis 1994 stellvertretender Aufsichtsratsvorsitzender, derzeit Obmann der Wiener Gemeinnützigen Wohn- und Siedlungsgenossenschaft, von 1980 bis 1987 Geschäftsführer, derzeit Mitglied des Aufsichtsrates der Niederösterreichischen Gesellschaft für Stadt- und Dorferneuung und Alternatives Wohnen (NÖSTA), und seit 1999 nebenberufliches Vorstandsmitglied der „Neues Leben“ Gemeinnützigen Bau-, Wohn- und Siedlungsgenossenschaft.
Im Österreichischen Verband gemeinnütziger Bauvereinigungen – Revisionsverband – GBV-Verband war er mit 1982 Vorstandsmitglied und von 1983 bis 2004 Obmannstellvertreter und von 2004 bis 2009 Vorsitzender des Wohnrechtsausschusses. Von 1983 bis 1989 und ab 2004 bis 2016 Obmannstellvertreter – zwischenzeitig Bundessekretär – der Arbeitsgemeinschaft Eigenheim.
Puchebner war einer der wichtigsten Kämpfer für den – erfolgreichen – Erhalt der Gemeinnützigkeit im Sozialen Wohnungsbau in Österreich, als in der Zeit der Regierung Schüssel I (ÖVP, FPÖ) 2000–2003 versucht wurde, nach deutschem Vorbild unter Angela Merkel den „gemeinnützigen Wohnbau“ in Österreich abzuschaffen. In der Koalitionsvereinbarung der Regierung Scholz ist dessen Wiedereinführung in Deutschland vorgesehen.

## Politik
Puchebner war von 1973 bis 1985 Bezirksrat der Österreichischen Volkspartei im 3. Wiener Gemeindebezirk Landstraße, dabei ab 1978 Klubobmann seiner Fraktion und von 1992 bis 1995 Bezirksparteiobmann der ÖVP Landstraße.
Seit 1983 war er laufend als Wohnrechtsexperte im Gesetzgebungsprozesses des Österreichischen Parlaments.

## Mitgliedschaften
- Mit der Gründung 1991 war Puchebner Mitglied des niederösterreichischen Wohnbauforschungsbeirates.[7]
- Von 1985 bis 2014 war er Vorstandsmitglied der Forschungsgesellschaft für Wohnen, Bauen und Planen (seit 2000 Institut für Immobilien, Bauen und Wohnen).
- Er war von 1989 bis 2009 Mitglied des Bundeseinigungsamtes und bis 2012 Mitglied diverser Ausschüsse des Österreichischen Normungsinstitutes, heute Austrian Standards International.
- Seit 1959 ist er Mitglied der MKV-Korporation Frankonia[8] (Pfarrhofgasse 1, 1030 Wien) und weiterer elf katholischer (MKV) Verbindungen in Kärnten, Steiermark, Niederösterreich, Salzburg, Tirol und Wien. Wobei er bei der Gründung der Katholisch Österreichischen Studentenverbindung Sonnberg Perchtoldsdorf mithalf. Er ist Leibbursch des aktuellen Bundeskanzlers Karl Nehammer v/o Mars der am 14. November 1987 der Sonnberg beitrat. Er ist Ehrenmitglied der katholischen akademischen Verbindung KAV Bajuvaria Wien und Floriana St. Pölten im Österreichischen Cartellverband ÖCV, Mitglied einer deutschen katholischen Pennalie, einer ungarischen katholischen Verbindung sowie zweier slowakischer katholischer Studentenverbindungen. Von 1970 bis 1982 war Puchebner Spitzenfunktionär im Mittelschüler-Kartell-Verband - MKV, davon ab 1976 Kartellvorsitzender. Von 1987 bis 2009 Leitungsmitglied im Wiener MKV, davon 1987 bis 1989 dessen Vorsitzender. In den Jahren 1996 bis 2009 war Mitglied des Wiener Stadtverbandes im erweiterten Vorstand. Ab 1983 bis 1987 war er Vizepräsident und ab 1987 bis 2004 Geschäftsführer des Kuratoriums des Europäischen Kartellverbandes. Hierbei Anerkennungen vom EKV-Kuratorium mit dem „Pro – Meritis – Band“ und von der Frankonia Wien das „Pro – Meritis – Band“ (1966) und „Doctor cerevisiae“ (1986).
- Er war langjähriger Obmannstellvertreter, Obmann und nunmehr Mitglied des Kuratoriums des Leopold-Figl-Studenten-Hilfswerks.
- Er war ein langjähriges Mitglied der Pfarrgemeinderates der Pfarre St. Rochus und Sebastian in Wien/Landstraße.

## Anerkennungen
- 1980: Silbernes Ehrenzeichen für Verdienste um das Bundesland Niederösterreich
- 1986: Silbernes Ehrenzeichen für Verdienste um die Republik Österreich
- 1986: Silbernes Verdienstzeichen des Landes Wien
- 1989: Kommerzialrat für die Statistik
- 1995: Goldenes Ehrenzeichen der Wiener ÖVP
- 1995: Großes Ehrenzeichen für Verdienste um das Bundesland Niederösterreich
- 1995: Großes Ehrenzeichen für Verdienste um die Republik Österreich
- 1995: Komturkreuz des päpstlichens Silvesterordens
- 1998: Tiroler Adler-Orden in Gold
- 1999: Großes Ehrenzeichen in Silber und Großes Ehrenzeichen in Gold des Österreichischen Verbandes Gemeinnütziger Bauvereinigungen-Revisionsverband
- 1999: Silbernes Ehrenzeichen für Verdienste um das Land Wien[9]
- 2001: Ritterschlag zum Ritter vom Heiligen Grab zu Jerusalem
- 2003: Ehrenzeichen des Landes Burgenland (Überreichung: 8. Juni 2004)
- 2004: Ehrenring des Österreichischen Revisionsverbandes Gemeinnützige Bauvereinigungen in Österreich
- 2005: Großes Silbernes Ehrenzeichen für Verdienste um die Republik Österreich
- 2007: Leopold-Kunschak-Preis Anerkennungspreis[10]
- 2008: Goldenes Ehrenzeichen des ÖAAB
- 2011: Ehrenmitgliedschaft der Arbeitsgemeinschaft Eigenheim
- 2017: Ehrenpräsident des Österreichischen Mieterbundes[11]

## Publikationen
- Seit 1999 regelmäßige Publikation in der Bau- und Bodenkorrespondenz (BBK), seit 2021 Zukunft des Wohnbaus mit einer wohnrechtlichen Kolumne „Ceterum Censeo“ als Cato mj, meist zu aktuellen Themen.
- Wolfgang Amann und Walter Fuchs (Hrsg. 2023): Ceterum Censeo, Beiträge von Helmut Puchebner zur Wohnungspolitik in Österreich 2004–2022. download
- mit Theodor Österreicher: Aufsicht im Wohnungsgemeinnützigkeitsrecht. In: Festschrift für Prof. Dr.  Klaus Lugger „Wohnbau in Österreich in europäischer Perspektive.“ Herausgegeben von Wolfgang Amann; Manz Verlag, Wien 2014; ISBN 978-3-214-03465-8.
- Herausgeber der Festschrift für Komm. Rat Theodor Österreicher aus Anlass seines 30-Jahr-Jubiläums als Direktor im Österreichischen Verband Gemeinnütziger Bauvereinigungen - Revisionsverband: Gemeinnützige Wohnungswirtschaft im Wandel. Grundlagen – Entwicklungen – Perspektiven. Fair Wohnen – Wohnmanagement GmbH, Wien 2012, ISBN 978-3-200-02854-8.
- Die Weiterentwicklung des WGG anhand des § 10a. In: Österreichisches Wohnhandbuch 2022, Linde Verlag, ISBN 978-3-7073-4664-0.